# 胡安·包蒂斯塔·埃尔南德斯·佩雷斯
胡安·包蒂斯塔·埃尔南德斯·佩雷斯（西班牙語：Juan Bautista Hernández Pérez，1962年12月24日—），古巴男子拳击运动员。他曾代表古巴参加1980年夏季奥林匹克运动会拳击比赛，获得一枚金牌。